# North Charlton
North Charlton – osada w Anglii, w hrabstwie Northumberland. Leży 59 km na północ od miasta Newcastle upon Tyne i 456 km na północ od Londynu.